# Демократическая партия (Сербия)
Демократическая партия (серб. Демократска странка), ДС — одна из партий современной Сербии, стоит на позициях социал-демократии. Основана Зораном Джинджичем и группой интеллектуалов в 1989 году как Либерально-демократическая партия. В 1990 году сменила название. В годы правления Милошевича находилась в оппозиции. В 1992 году от неё откололась демократическо-националистическая группировка во главе с В. Коштуницей, позднее сформировавшаяся в Демократическую партию Сербии. С другой стороны, в 2005 году от ДС также откололась группировка прозападных позиций, трансформировавшаяся в Либерально-демократическую партию.
ДП возникла в 1919 г., при социалистическом правительстве запрещена, в 1990 г. восстановлена оставшимися в живых членами партии.
Лидеры ДП:
- Драголюб Мичунович (1990—1994)
- Зоран Джинджич (1994—2003)
- Борис Тадич (2004—2012), ныне — почётный президент партии и лидер Социал-демократической партии
- Драган Джилас (2012—2014)
- Боян Пайтич (2014—2016)
- Драган Шутановац (2016-2018)
- Зоран Лутовац (с 2018)

## Результаты на парламентских выборах
| Год  | %                                              | Мест в Скупщине |
| ---- | ---------------------------------------------- | --------------- |
| 1992 | 5,19                                           | 6               |
| 1993 | 13,29                                          | 29              |
| 1997 | бойкот                                         | 0               |
| 2000 | 64,7 (блок «Демократическая оппозиция Сербии») | 45              |
| 2003 | 12,58                                          | 37              |
| 2007 | 22,71                                          | 60              |
| 2008 | 38,42 (блок «За европейскую Сербию»)           | 64              |
| 2012 | 22,07 (блок «Выбор за лучшую жизнь»)           | 49              |
| 2014 | 6,03 («Слога»)                                 | 14              |
| 2016 | 6,02 («За справедливую Сербию»)                | 13              |